# Fernando Sousa Ribeiro de Carvalho
Fernando Sousa Ribeiro de Carvalho (Rio de Janeiro, 25 de setembro de 1942) foi um político brasileiro, eleito deputado federal em 1982 na legenda do Partido Trabalhista Brasileiro (PTB), ao qual se havia filiado no ano anterior.

## Biografia
Fernando Sousa Ribeiro de Carvalho nasceu no dia 25 de setembro de 1942 na cidade do Rio de Janeiro, à época Distrito Federal, filho de Nei Sousa Ribeiro de Carvalho e de Mariny Moure Ribeiro de Carvalho. Casou-se com Maria Regina Whyte Ribeiro de Carvalho, com quem teve cinco filhos.